# 斯特雷 (羅馬尼亞)
斯特雷（羅馬尼亞語：Strei）是羅馬尼亞外西凡尼亞胡內多阿拉縣克蘭的一個村莊。

## 宗教場所
保留下來的羅馬尼亞領土上最古老的古蹟之一是村莊墓地中的教堂。它體積小，由粗糙的石頭建造，西立面有一座鐘樓，一個帶有木板拱頂的短中殿和一個矩形祭壇，拱形在巨大的石頭彈頭上呈十字形。一旦在外面上漆，它就保存了一組由格羅齊大師創作的有價值的室內壁畫。

## 圖片

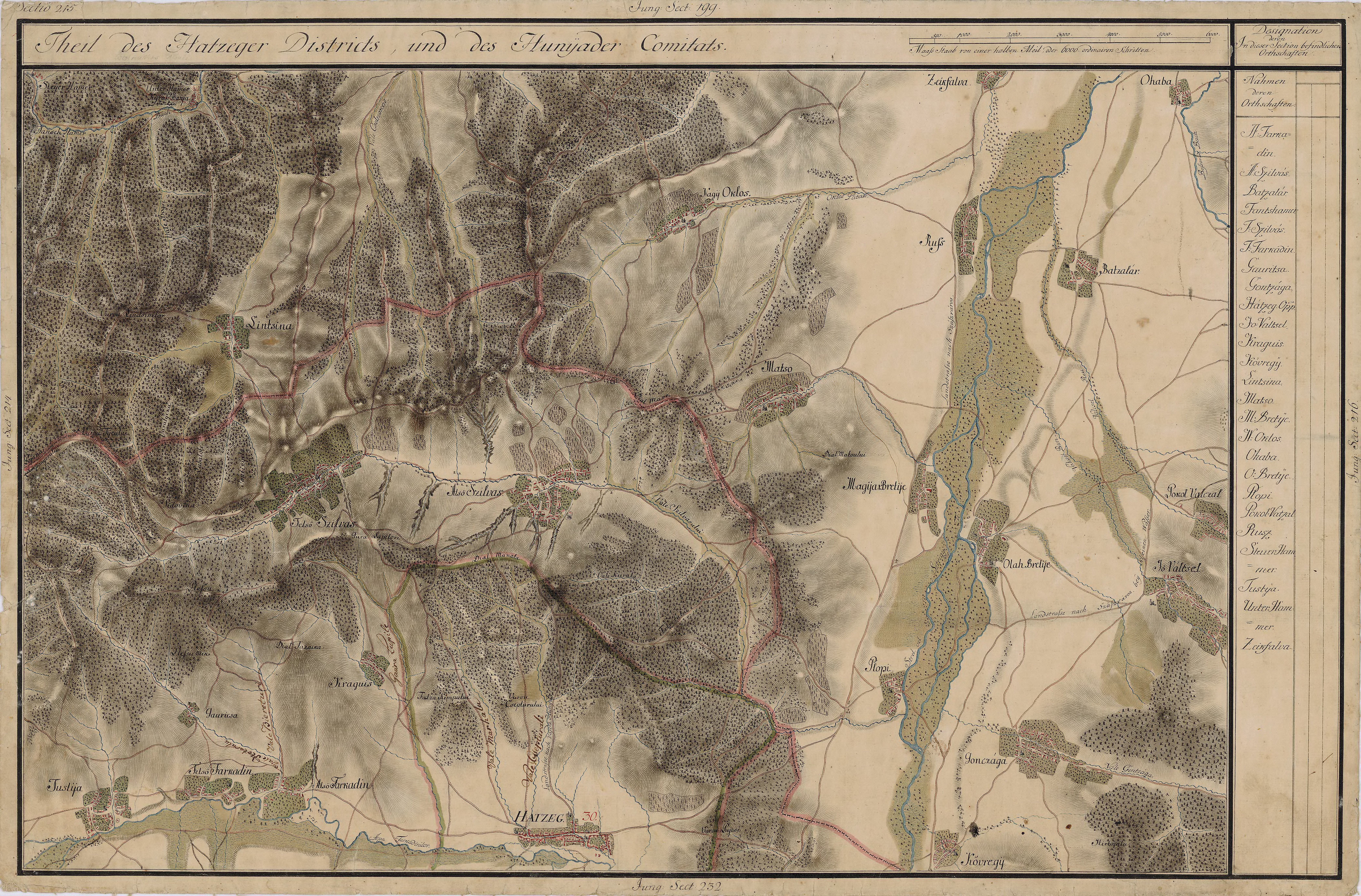
Strei în Harta Iosefină a Transilvaniei, 1769-1773
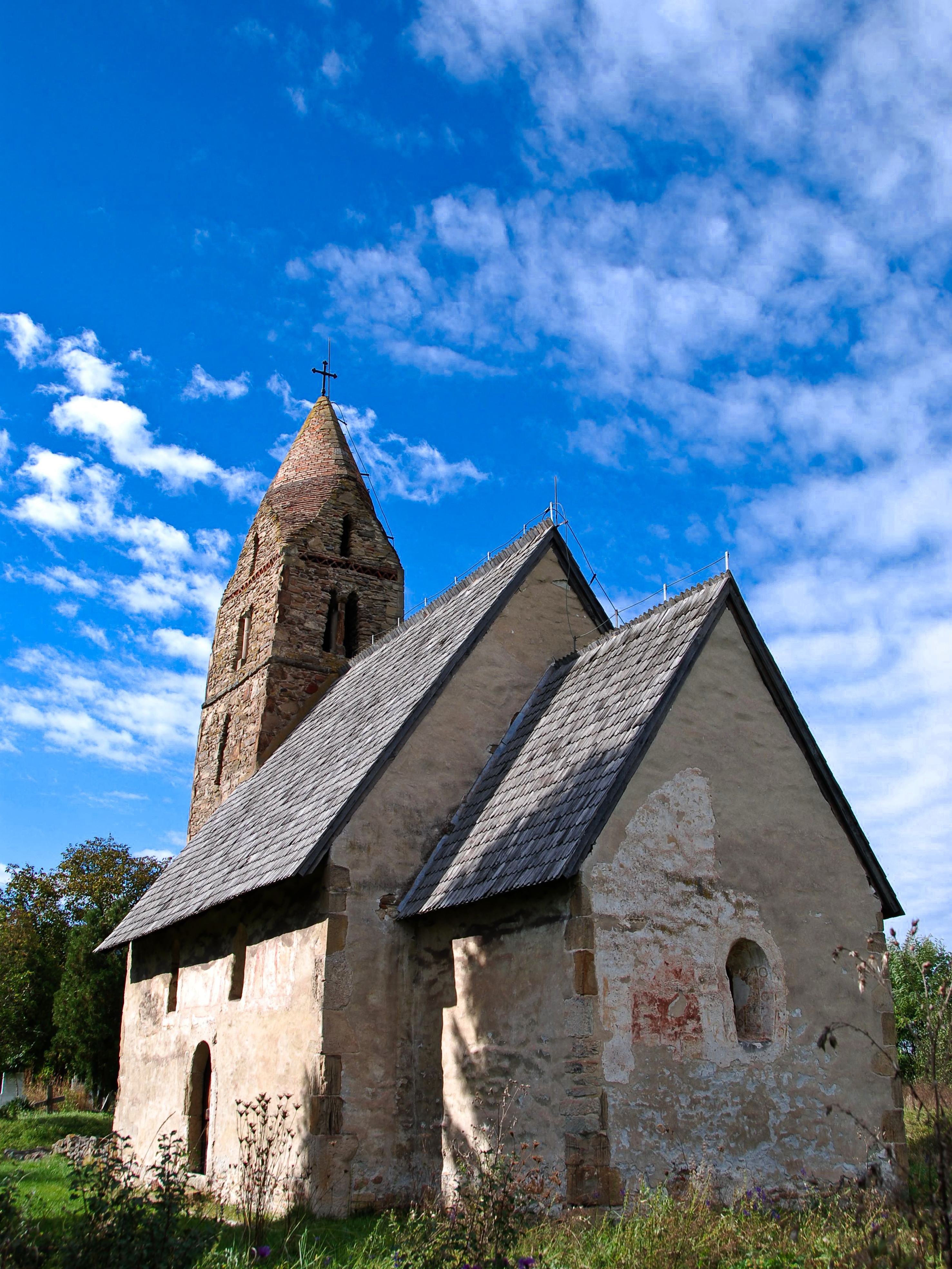
Biserica Adormirea Maicii Domnului din Strei
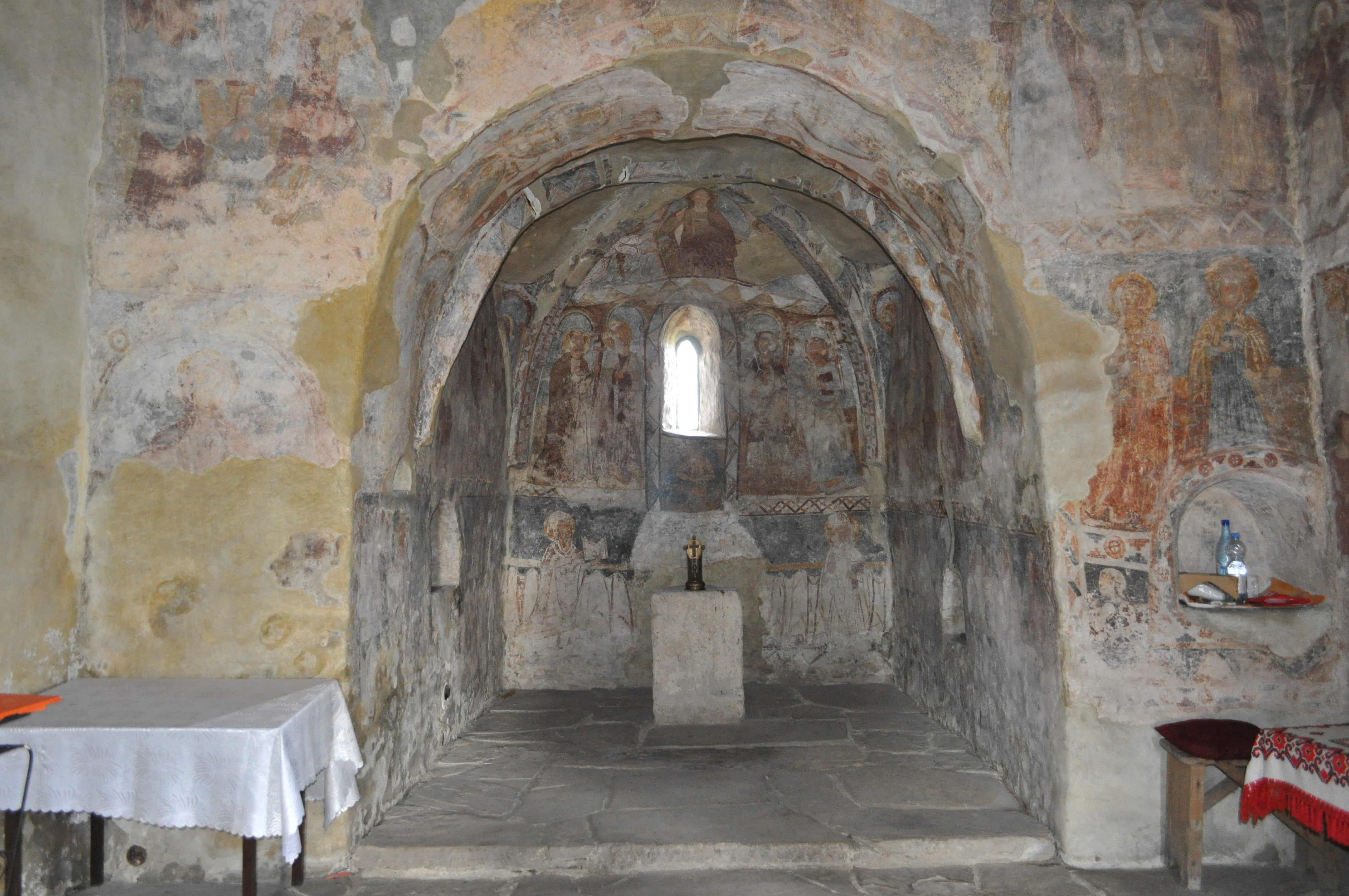
Altarul
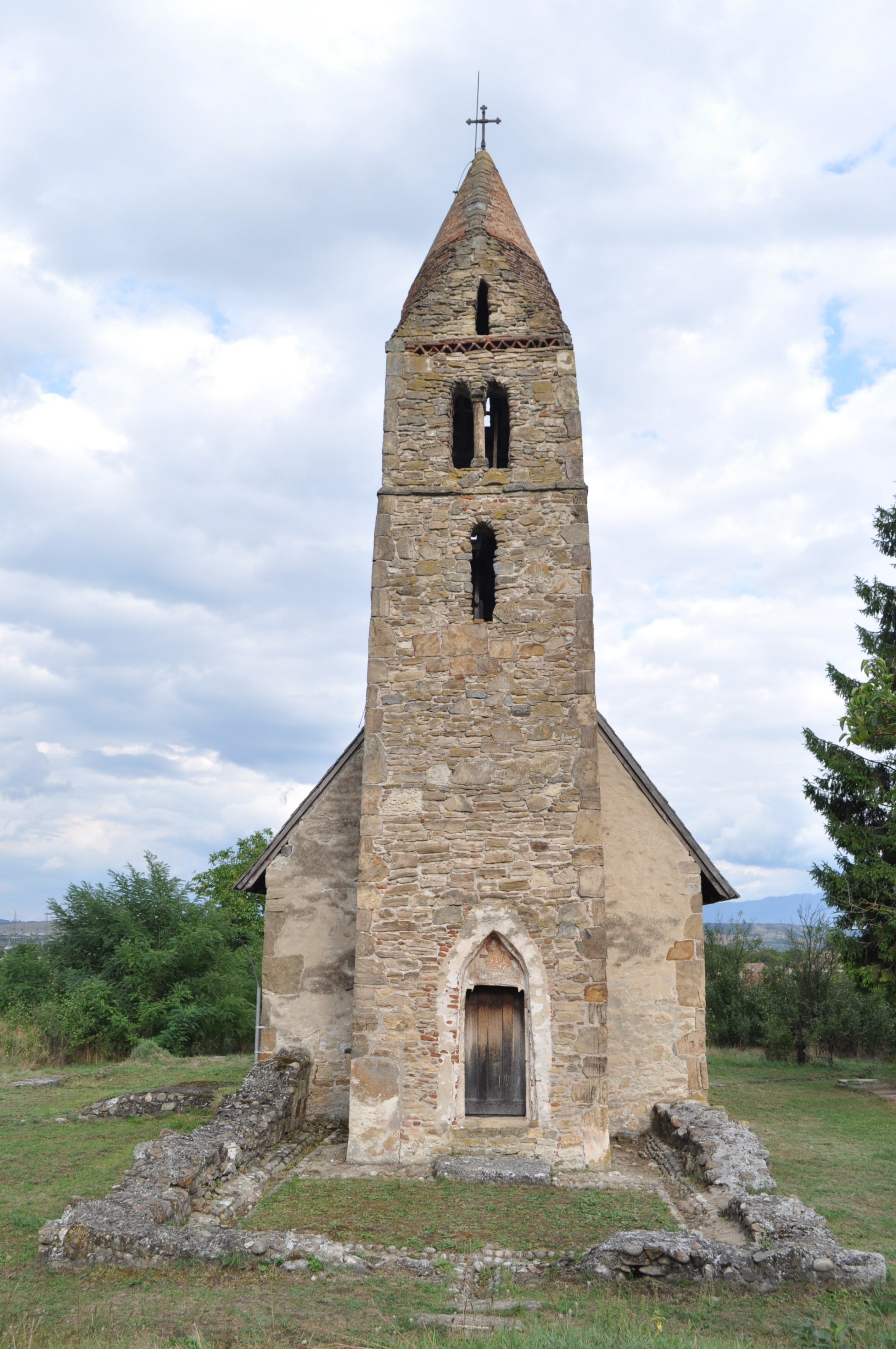
Biserica (vest)
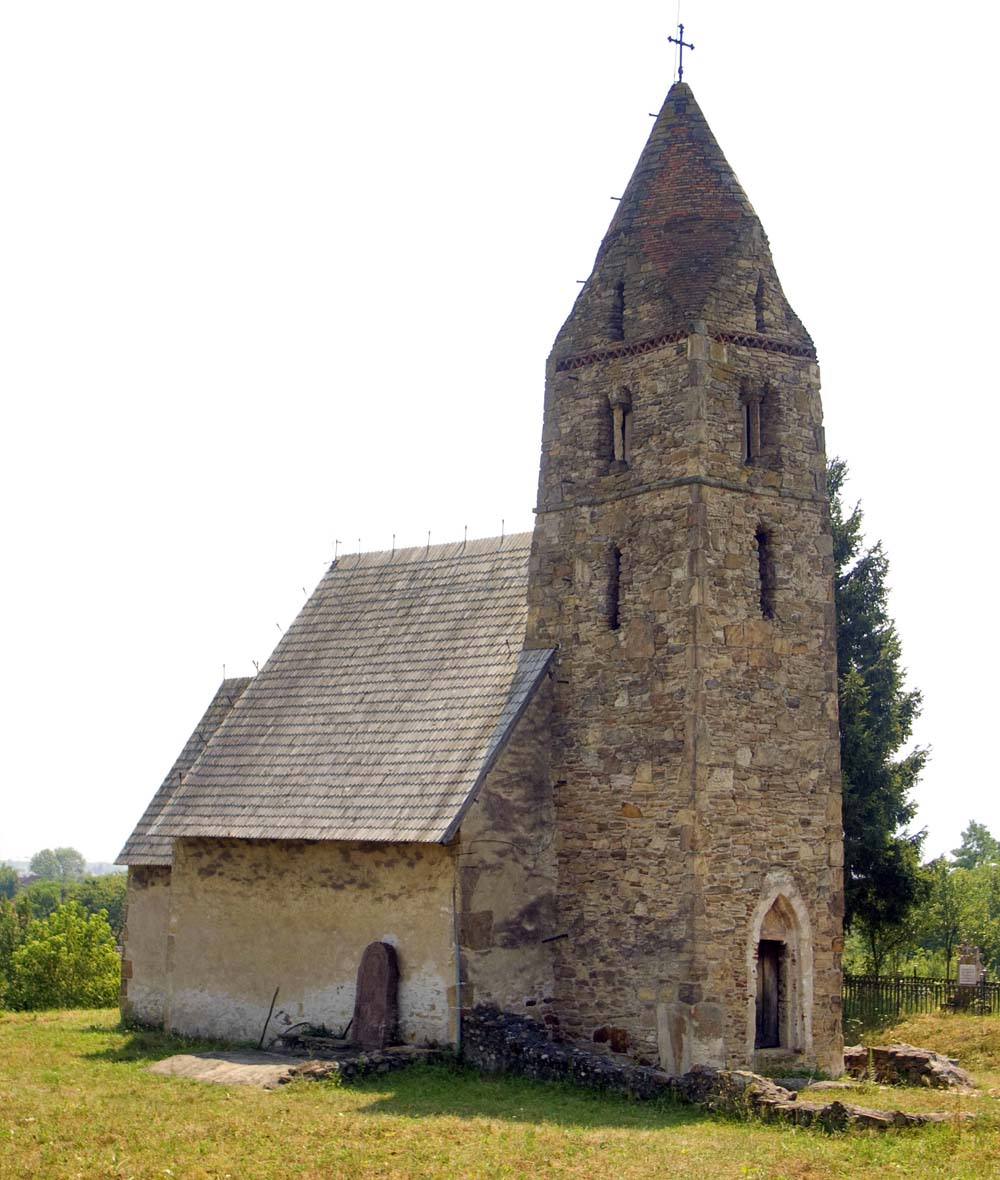